# Campionato mondiale femminile under 20 di calcio 2018
Il Campionato mondiale femminile under 20 di calcio 2018 è stata la nona edizione, comprese le prime due giocate da formazioni Under-19, del torneo che, organizzato con cadenza biennale dalla Fédération Internationale de Football Association (FIFA), è riservato alle rappresentative nazionali di calcio femminile giovanili mondiali le cui squadre sono formate da atlete al di sotto dei 20 anni d'età.
La fase finale si è disputata in Francia, dal 5 al 24 agosto 2018. Il torneo è stato vinto dal Giappone, per la prima volta nella sua storia sportiva, battendo in finale la Spagna per 3-1.

## Squadre qualificate
Per la fase finale si sono qualificate un totale di sedici squadre. Oltre alla Francia, che si è qualificata automaticamente come nazione ospitante, le altre 15 squadre si sono qualificate tramite tornei continentali separati. L'assegnazione di bande orarie venne approvata dal consiglio della FIFA tra il 13 e il 14 ottobre 2016.
| Confederazione                            | Torneo di qualificazione               | Qualificata/e                            |
| ----------------------------------------- | -------------------------------------- | ---------------------------------------- |
| AFC (Asia)                                | Campionato asiatico Under-19 2017      | Cina Corea del Nord Giappone             |
| CAF (Africa)                              | Campionato africano Under-20 2018      | Ghana Nigeria                            |
| CONCACAF (Nord, Centro America & Caraibi) | Campionato nordamericano Under-20 2018 | Haiti1 Messico Stati Uniti               |
| CONMEBOL (Sud America)                    | Campionato sudamericano Under-20 2018  | Brasile Paraguay                         |
| OFC (Oceania)                             | Campionato oceaniano Under-19 2017     | Nuova Zelanda                            |
| UEFA (Europa)                             | Nazione ospitante                      | Francia                                  |
| UEFA (Europa)                             | Campionato europeo Under-19 2017       | Germania Inghilterra Paesi Bassi1 Spagna |

1: Squadre al debutto nel torneo.

## Stadi e città
| Concarneau                               | Saint-Malo                               | Dinan-Léhon          |
| ---------------------------------------- | ---------------------------------------- | -------------------- |
| Stade Guy Piriou                         | Stade Marville                           | Stade du Clos Gastel |
| Capacità: 6,500                          | Capacità: 2,500                          | Capacità: 2,000      |
|                                          |                                          |                      |
| Vannes Concarneau Saint-Malo Dinan-Léhon | Vannes Concarneau Saint-Malo Dinan-Léhon | Vannes               |
| Vannes Concarneau Saint-Malo Dinan-Léhon | Vannes Concarneau Saint-Malo Dinan-Léhon | Stade de la Rabine   |
| Vannes Concarneau Saint-Malo Dinan-Léhon | Vannes Concarneau Saint-Malo Dinan-Léhon | Capacità: 9,500      |
| Vannes Concarneau Saint-Malo Dinan-Léhon | Vannes Concarneau Saint-Malo Dinan-Léhon |                      |

## Fase a gironi
Accedono ai quarti di finale le prime due classificate di ciascun girone. Per determinare le posizioni in classifica delle squadre sono presi in considerazione, nell'ordine, i seguenti criteri:
1. maggior numero di punti conquistati;
2. miglior differenza reti globale;
3. maggior numero di reti realizzate.

Se continua a permanere la parità tra due o più squadre, i seguenti ulteriori criteri sono presi in considerazione:
1. maggiore numero di punti negli scontri diretti tra le squadre interessate;
2. miglior differenza reti negli scontri diretti tra le squadre interessate;
3. maggior numero di reti realizzate negli scontri diretti tra le squadre interessate;
4. maggior numero di reti nella classifica del fair play:
  - primo cartellino giallo: 1 punto in meno;
  - cartellino rosso da somma di ammonizioni: 3 punti in meno;
  - cartellino rosso diretto: 4 punti in meno;
  - cartellino giallo e cartellino rosso diretto: 5 punti in meno;
5. sorteggio da parte del FIFA Organising Committee.

### Gruppo A

#### Classifica
| Pos. | Squadra       | Pt | G | V | N | P | GF | GS | DR |
| ---- | ------------- | -- | - | - | - | - | -- | -- | -- |
| 1.   | Francia       | 7  | 3 | 2 | 1 | 0 | 8  | 1  | +7 |
| 2.   | Paesi Bassi   | 6  | 3 | 2 | 0 | 1 | 6  | 5  | +1 |
| 3.   | Ghana         | 3  | 3 | 1 | 0 | 2 | 2  | 8  | -6 |
| 4.   | Nuova Zelanda | 1  | 3 | 0 | 1 | 2 | 1  | 3  | -2 |

#### Risultati
| Arbitro: | Jana Adámková |

|           |           |                           |
| Blake 44’ | Marcatori | 28’ Kalma 78’ Van Deursen |

| Arbitro: | Kateryna Monzul' |

|                                             |           |                 |
| Laurent 6’, 31’ Fercocq 27’ Baltimore 90+7’ | Marcatori | 58’ Owusu-Ansah |

| Arbitro: | Ri Hyang-ok |

|                                      |           |  |
| Nouwen 21’ Kalma 28’, 32’ Pelova 80’ | Marcatori |  |

| Vannes 8 agosto 2018, ore 19:30 CEST | Francia             | 0 – 0 referto | Nuova Zelanda | Stade de la Rabine (5 031 spett.)\| Arbitro: \| Lidya Tafesse Abebe \| |
| Arbitro:                             | Lidya Tafesse Abebe |               |               |                                                                        |

| Arbitro: | Esther Staubli |

|  |           |                                   |
|  | Marcatori | 10’, 31’, 33’ Delabre 72’ Laurent |

| Arbitro: | Edina Alves Batista |

|           |           |  |
| Anima 75’ | Marcatori |  |

### Gruppo B

#### Classifica
| Pos. | Squadra        | Pt | G | V | N | P | GF | GS | DR |
| ---- | -------------- | -- | - | - | - | - | -- | -- | -- |
| 1.   | Inghilterra    | 7  | 3 | 2 | 1 | 0 | 10 | 3  | +7 |
| 2.   | Corea del Nord | 6  | 3 | 2 | 0 | 1 | 5  | 5  | 0  |
| 3.   | Messico        | 3  | 3 | 1 | 0 | 2 | 5  | 10 | -5 |
| 4.   | Brasile        | 1  | 3 | 0 | 1 | 2 | 4  | 6  | −2 |

#### Risultati
| Arbitro: | Esther Staubli |

|                             |           |                 |
| Martínez 4’ Ovalle 52’, 63’ | Marcatori | 6’, 17’ Kerolin |

| Arbitro: | Stéphanie Frappart |

|                |           |                            |
| Ja Un-yong 71’ | Marcatori | 31’, 73’ Russo 60’ Stanway |

| Arbitro: | Melissa Borjas |

|                |           |                    |
| Ariadina 90+2’ | Marcatori | 11’ (rig.) Stanway |

| Arbitro: | Claudia Umpiérrez |

|                                    |           |            |
| Choe Kum-ok 14’ Kim Kyong-yong 85’ | Marcatori | 12’ Ovalle |

| Arbitro: | Bibiana Steinhaus |

|                    |           |                                  |
| Geyse Ferreira 68’ | Marcatori | 44’ Son Sun-im 90+3’ Choe Kum-ok |

| Arbitro: | Kate Jacewicz |

|                                                    |           |            |
| Russo 49’ Kelly 53’ Hemp 62’, 68’, 80’ Stanway 64’ | Marcatori | 37’ Ovalle |

### Gruppo C

#### Classifica
| Pos. | Squadra     | Pt | G | V | N | P | GF | GS | DR  |
| ---- | ----------- | -- | - | - | - | - | -- | -- | --- |
| 1.   | Spagna      | 7  | 3 | 2 | 1 | 0 | 7  | 3  | +4  |
| 2.   | Giappone    | 6  | 3 | 2 | 0 | 1 | 7  | 1  | +6  |
| 3.   | Stati Uniti | 4  | 3 | 1 | 1 | 1 | 8  | 3  | +5  |
| 4.   | Paraguay    | 0  | 3 | 0 | 0 | 3 | 1  | 16 | −15 |

#### Risultati
| Arbitro: | Kate Jacewicz |

|                 |           |                                   |
| J. Martínez 62’ | Marcatori | 40’, 64’, 90+6’ Guijarro 49’ Pina |

| Arbitro: | Gladys Lengwe |

|  |           |             |
|  | Marcatori | 76’ Hayashi |

| Arbitro: | Kateryna Monzul' |

|            |           |  |
| Menayo 16’ | Marcatori |  |

| Arbitro: | Qin Liang |

|                                                 |           |  |
| Smith 15’, 63’ DeMelo 39’, 44’, 78’ Sanchez 46’ | Marcatori |  |

| Arbitro: | Anna-Marie Keighley |

|                        |           |                      |
| Guijarro 7’ García 42’ | Marcatori | 83’ Smith 87’ DeMelo |

| Arbitro: | Gladys Lengwe |

|                                            |           |  |
| Takarada 5’, 18’, 61’ Ueki 44’, 45+3’, 60’ | Marcatori |  |

### Gruppo D

#### Classifica
| Pos. | Squadra  | Pt | G | V | N | P | GF | GS | DR |
| ---- | -------- | -- | - | - | - | - | -- | -- | -- |
| 1.   | Germania | 9  | 3 | 3 | 0 | 0 | 6  | 2  | +4 |
| 2.   | Nigeria  | 4  | 3 | 1 | 1 | 1 | 2  | 2  | 0  |
| 3.   | Cina     | 4  | 3 | 1 | 1 | 1 | 3  | 4  | −1 |
| 4.   | Haiti    | 0  | 3 | 0 | 0 | 3 | 3  | 6  | −3 |

#### Risultati
| Arbitro: | Anna-Marie Keighley |

|  |           |             |
|  | Marcatori | 69’ Sanders |

| Arbitro: | Edina Alves Batista |

|                     |           |                                |
| Mondésir 78’ (rig.) | Marcatori | 13’ Zhao Yujie 46’ Shen Mengyu |

| Arbitro: | Carol Anne Chenard |

|                        |           |  |
| Gwinn 31’ Freigang 40’ | Marcatori |  |

| Arbitro: | Jana Adámková |

|  |           |                    |
|  | Marcatori | 36’ (rig.) Ajibade |

| Arbitro: | Lidya Tafesse Abebe |

|                                 |           |                   |
| Freigang 18’ Kögel 49’ Bühl 60’ | Marcatori | 63’, 73’ Mondésir |

| Arbitro: | Stéphanie Frappart |

|                  |           |                          |
| Zhang Linyan 41’ | Marcatori | 90+5’ (aut.) Dou Jiaxing |

## Fase finale

### Tabellone
|  | Quarti di finale | Quarti di finale |             |                   | Semifinali                | Semifinali                |  |  | Finale    | Finale |
|  |                  |                  |             |                   |                           |                           |  |  |           |        |
|  | 16 agosto        |                  |             |                   |                           |                           |  |  |           |        |
|  |                  |                  |             |                   |                           |                           |  |  |           |        |
|  | Francia          | 1                |             |                   |                           |                           |  |  |           |        |
|  | Francia          | 1                | 20 agosto   |                   |                           |                           |  |  |           |        |
|  | Corea del Nord   | 0                |             |                   |                           |                           |  |  |           |        |
|  | Corea del Nord   | 0                | Francia     | 0                 |                           |                           |  |  |           |        |
|  | 16 agosto        |                  | Francia     | 0                 |                           |                           |  |  |           |        |
|  |                  | Spagna           | 1           |                   |                           |                           |  |  |           |        |
|  | Spagna           | Spagna           | 1           | 2                 |                           |                           |  |  |           |        |
|  | Spagna           |                  | 24 agosto   | 2                 |                           |                           |  |  |           |        |
|  | Nigeria          | 1                |             |                   |                           |                           |  |  |           |        |
|  | Nigeria          | 1                | Spagna      | 1                 |                           |                           |  |  |           |        |
|  | 17 agosto        |                  | Spagna      | 1                 |                           |                           |  |  |           |        |
|  |                  | Giappone         | 3           |                   |                           |                           |  |  |           |        |
|  | Inghilterra      | Giappone         | 3           | 2                 |                           |                           |  |  |           |        |
|  | Inghilterra      | 20 agosto        |             | 2                 |                           |                           |  |  |           |        |
|  | Paesi Bassi      | 1                |             |                   |                           |                           |  |  |           |        |
|  | Paesi Bassi      | 1                | Inghilterra | 0                 | Finale per il terzo posto | Finale per il terzo posto |  |  |           |        |
|  | 17 agosto        |                  | Inghilterra | 0                 | Finale per il terzo posto | Finale per il terzo posto |  |  |           |        |
|  |                  | Giappone         | 2           |                   |                           |                           |  |  |           |        |
|  | Germania         | Giappone         | 2           | 1                 | Francia                   | 1 (2)                     |  |  |           |        |
|  | Germania         |                  |             | 1                 | Francia                   | 1 (2)                     |  |  |           |        |
|  | Giappone         | 3                |             | Inghilterra (dtr) | 1 (4)                     |                           |  |  |           |        |
|  | Giappone         | 3                |             |                   | 1 (4)                     |                           |  |  |           |        |
|  |                  |                  |             |                   |                           |                           |  |  | 24 agosto |        |
|  |                  |                  |             |                   |                           |                           |  |  |           |        |

### Quarti di finale
| Arbitro: | Qin Liang |

|                            |           |          |
| Bonmatí 13’ Guijarro 45+2’ | Marcatori | 57’ Efih |

| Arbitro: | Carol Anne Chenard |

|                    |           |  |
| Delabre 29’ (rig.) | Marcatori |  |

| Arbitro: | Ri Hyang-ok |

|                  |           |            |
| Stanway 20’, 23’ | Marcatori | 12’ Pelova |

| Arbitro: | Edina Alves Batista |

|           |           |                                |
| Minge 82’ | Marcatori | 59’ Endō 70’ Ueki 73’ Takarada |

### Semifinali
| Arbitro: | Claudia Umpiérrez |

|  |           |                   |
|  | Marcatori | 22’ Ueki 27’ Endō |

| Arbitro: | Melissa Borjas |

|  |           |              |
|  | Marcatori | 51’ Guijarro |

### Finale per il terzo posto
| Arbitro: | Gladys Lengwe |

|                               |                      |                                 |
| Laurent 68’ (rig.)            | Marcatori            | 46’ Stanway                     |
| Thibaud Bacha Laurent Delabre | Tiri di rigore 2 – 4 | Stanway Hemp Russo Peplow Allen |

### Finale
| Arbitro: | Stéphanie Frappart |

|             |           |                                      |
| Andújar 71’ | Marcatori | 38’ Miyazawa 57’ Takarada 65’ Nagano |

## Classifica marcatrici
| Gol |  |  | Giocatore         | Squadra     |
| --- |  |  | ----------------- | ----------- |
| 6   |  |  | Georgia Stanway   | Inghilterra |
| 6   |  |  | Patricia Guijarro | Spagna      |
| 5   |  |  | Saori Takarada    | Giappone    |
| 5   |  |  | Riko Ueki         | Giappone    |
| 4   |  |  | Amélie Delabre    | Francia     |
| 4   |  |  | Emelyne Laurent   | Francia     |
| 4   |  |  | Jacqueline Ovalle | Messico     |
| 4   |  |  | Savannah DeMelo   | Stati Uniti |
| 3   |  |  | Lauren Hemp       | Inghilterra |
| 3   |  |  | Alessia Russo     | Inghilterra |
| 3   |  |  | Nérilia Mondésir  | Haiti       |
| 3   |  |  | Fenna Kalma       | Paesi Bassi |
| 3   |  |  | Sophia Smith      | Stati Uniti |

## Premi
Al termine del torneo sono stati assegnati questi premi:
| Pallone d'oro         | Pallone d'argento | Pallone di bronzo |
| --------------------- | ----------------- | ----------------- |
| Patricia Guijarro     | Saori Takarada    | Moeka Minami      |
| Scarpa d'oro          | Scarpa d'argento  | Scarpa di bronzo  |
| Patricia Guijarro     | Georgia Stanway   | Saori Takarada    |
| 6 reti, 3 assist      | 6 reti            | 5 reti, 3 assist  |
| Guanto d'oro          |                   |                   |
| Sandy MacIver         |                   |                   |
| Premio Fair Play FIFA |                   |                   |
| Giappone              |                   |                   |